# Калмицький округ
Калмицький округ — адміністративна одиниця в області Війська Донського Російської імперії у 1806-1884 роках.

## Історія
Утворено у 1806 році з колишнього кочовища донських калмиків.
На Дону калмики вперше з'явилися у 1648 році. Причинами відкочування частини калмиків на Донщину спричинили внутрішні міжусобиці у Калмицькому ханстві. Калмицька верхівка не раз зверталася до московської влади із скаргами на донських козаків й адміністрацію сусідніх з Калмикією міст за дозвіл мешкати й не повернення калмицьких втікачів. У 1673, 1677 й 1683 роках московський уряд видавав укази, що забороняли донським козакам й прикордонним містам приймати до себе калмицьких втікачів та негайно відправляти їх назад до Калмицького ханства. Проте накази не змінювали внутрішнього становища у Калмицькому ханстві, тому явище втеч тривало й «...число калмиків на Дону час від часу множилося».
У 1686 році на Донщині з'явилося до 200 калмицьких сімейств, що були зараховані до лав донського війська. У 1690 році три зайсанга: Четер, Батир й Тайдза — втекла на Донщину, привівши з собою близько 800 калмиків, здатних носити зброю (частина з них повернулася до Надволжя). Вони також були прийняті у козацький стан. З 1694 року козакам-калмикам стало видавати постійну платню у розмірі 50 рублів на рік.
У 1696 році калмицький Аюка-хан відпустив на Донщинц під Азов до 3 тисяч кибиток (близько десяти тисяч осіб) для охорони прикордонної лінії й боротьби з турками, що господарювали у Азові. Назад у Калмицьке ханство вони не повернулися, але залишившись під Черкаськом, а частина з них були хрещені у московській церкві.
До цих подій у Війську Донському налічувалося близько 600 калмиків. У 1696 році, «обурюючися на хана Аюку за утиски», Баахан-тайша звернувся до московського царя Петра I з проханням дозволити йому «перенести свої кочовища на Донщину, до Черкаську, й відправляти службу нарівні з іншими донськими козаками». Дозвіл було надано. Цей калмицький улус тричі перекочовував з Надволжя на Донщину. Улус Баахан-тайші залишив Надволжя й оселився на Донщині у 1733 році. У 1702 році з відома уряду на Дон перейшла велика група калмиків, яким, за свідотцтвом 1747 року дербетського тайши Солом-Доржи, велінням московського царя Петра I було надано "право самим обирати кочовища, як по Волзі, так й по Дону, згідно з їх власним бажанням".
Поступово у складі Війська Донського склалася категорія так званих корінних (базових) калмиків, що остаточно осіли на Донщині. За кожного з них колишнім власникам було виплачено по 30 рублів. Вони не підлягали поверненню. В 1723 році Петро I наказав всіх кочових донських калмиків залишити у козацькому стані й надалі не приймати на ці землі нових калмиків.
Наказом Верховної таємної ради від 18 липня 1729 року було наказано «донським юртовим калмикам бути як й раніше у команді Війська Донського, й щоб від того Війська Донського тим юртовим калмикам нахабства і грабіжництва ніякого ніколи чинено не було». В 1731 році калмики, що перейшли на Дон, офіційно увійшли до складу населення Війська Донського, були підпорядковані Управлінню військового козацтва. 
Спочатку кочовища калмиків перебували спершу поблизу Старого Черкаська, між Доном й Дінцем. За отамана Матвія Платова калмикам, що кочували всією територією Донщини, відводяться задонські степи, на лівому (ногайському) боці Дону. 
У 1802 році Земля Війська Донського поділена на 7 округів й калмицьке кочовище у задонському степу. Найбідніша частина калмиків була зарахована до найближчих станиць 2-го Дінського округу.
У 1806 році всіх калмиків поділено на 3 улуси: Верхній, Середній й Нижній; кожен улус поділявся на сотні, яких всього було 13; сотні подіялися на хутуни, що складалися з 10-20 кибиток.
Головне управління Калмицького кочів’я розташовувалося з 1836 року у слободі Іллінській у 2-му Дінському окрузі.
Духовним головою донських калмиків був бакша. Кожна сотня мала свій хурул (храм). Кожна сотня керувалася обраними з її середовища сотниками й двома обраними суддями, що при судочинстві керуються своїм старовинним калмицьким звичаєвим правом.
У 1822 році тут мешкало понад 13,6 тисячі осіб.
У 1856 році в Калмицькому окрузі було 13 станиць, у яких мешкало вже 20635 осіб (10098 чоловіків, 10537 жінок). Коней налічувалося 31455 голів, великої рогатої худоби — 63766 й 62297 овець.
У 1862 році для донських калмиків ввели станичне управління, підпорядковане Війську Донському. По адміністративному устрою Калмицьке кочів’я поділялося на три улусу — Верхній, Середній й Нижній, а 13 сотень були перетворені на станичні юрти.
З 1806 року по 1815 рік до Калмицького округу Дінського козацького війська входило й Ставропольське калмицьке козацьке військо.
Калмицький округ у 1884 році перетворено на Сальський округ області Війська Донського.

## Географія
Калмицький округ розташовувався на південному сході області, по лівому, «ногайському» боці Дону. Згідно з картою 1833 року кочовища калмиків охоплювали території між лівим берегом Сала й Великим Лиманом (Манич-Гудило), з територіями по лівому березі Манича до станиць Єгорлицької й Мечетинської.

## Населення
Динаміка чисельності населення за роками:
| 1856  | 1873  |
| ----- | ----- |
| 20635 | 20670 |